# Than Tun
Pour le leader communiste, voir Thakin Than Tun.
Than Tun est un nom birman ; les principes des noms et prénoms ne s'appliquent pas ; U et Daw sont des titres de respect.
Than Tun, né le 6 avril 1923 et décédé le 30 novembre 2005, est un historien birman. Il a fait ses études à l’université de Rangoon, puis à Londres de 1952 à 1956 à la School of Oriental and African Studies de l’université de Londres. 
Il a critiqué l'histoire birmane officielle, pleine de l’éloge des dynasties royales et l'a renouvelée grâce à une méthode historique plus stricte et scientifique. 

## Distinction
- Prix de la culture asiatique de Fukuoka